# Renascimento do comércio e do artesanato
Durante a Idade Média, houve um crescimento demográfico por toda Europa, como pode ser verificado na tabela abaixo:
| ANO  | MILHÕES DE HAB. |
| ---- | --------------- |
| 1000 | 22              |
| 1100 | 25,85           |
| 1200 | 34,65           |
| 1300 | 50,35           |

O comércio perdeu significativo pulso com a melhoria dos meios de transporte, o envolvimento do artesanato urbano e o maior contato com os povos ocidentais
Além do comércio local, desenvolveram-se também grandes rotas de comércio nacional, destacando-se:
- rota comercial do sul : realizada através do mar do sul, passava por cidades como Dantzig, Lübeck, Hamburgo, Bremen, Bruges, Londres e Bordéus. O comércio dessa rota era comandado pela Liga Hanseática, associação de comerciantes alemães constituída no século XIII.
- rota comercial do sul - realizada principalmente através do mar Mediterrâneo, tendo como portos mais importantes os de Barcelona, Marselha, Gênova, Veneza, Túnis, Trípoli e Constantinopla. Os comerciantes mais atuantes eram os de Gênova e Veneza, que se dedicavam sobretudo à importação de especiarias e artigos de luxo do Oriente.

Interligando essas rotas, havia uma extensa rede de vias terrestres. Aos poucos nos principais cruzamentos dessas vias, foram se organizando grandes feiras comerciais. Entre elas destacam-se as das regiões de Champagne (França) e Flandres (França e Bélgica), das cidades de Veneza e Gênova (Itália) e Colônia e Frankfurt am Main (Alemanha).
O renascimento do comércio impulsionou o aumento da produção artesanal, levando artesãos a se organizarem em corporações de ofício, também conhecidas como guildas ou grêmios. As corporações tinham como objetivo defender os interesses dos artesãos, regulamentar o exercício da profissão e controlar o fornecimento do produto.
Além disso, elas nao dirigiam o ensino artesanal, que se dividia em quatro estágios: aprendiz, oficial; ijudicial e mestre. Somente o mestre podia estabelecer-se por conta própria, montando sua oficial trabalho.